# Erika Vouk
Erika Vouk slovenska pesnica in prevajalka, * 1941, Maribor 
Klasično gimnazijo, med obiskovanjem katere je začela objavljati pesmi v gimnazijskem glasilu Mlada misel, je zaključila v Mariboru in se vpisala na študij psihologije in filozofije v Ljubljani, ki ga ni zaključila. Leta 1980 se je zaposlila v Mariborski knjižnici in v tem obdobju sodelovala v gledališki skupini Tomaža Pandurja Tespisov voz, kar je v njej ponovno prebudilo umetniško žilico. Poleg odlomkov Fausta za Tomaža Pandurja, je v nadaljnjih sedmih letih prevedla vseh 7499 verzov drugega dela Goethejevega Fausta, ki zato še posebej izstopa med njenimi prevodi.
Poleg pesniških zbirk, od katerih ima vsaka svoj tematski sklop, a je vsem skupen eros, ki išče navdih v mediteranskem prostoru, je avtorica številnih prevodov, še posebej dramskih (Wedekind, Goethe, Müller) za potrebe SNG Maribor in prevodov iz mladinske književnosti. Njene pesmi so objavljene v domačih in tujih revijah, med katerimi še posebej izstopa Nova revija ter prevedene v številne jezike. Kantavtor Peter Andrej je nekatere njene pesmi uglasbil in objavil na dveh zgoščenkah (Valovanje, 2003 in Zatopato, 2017); uglasbili so jih tudi v okviru projekta Rokerji pojejo pesnike.
Leta 1997 je prejela Glazerjevo listino in 2015 Glazerjevo nagrado mesta Maribor, 2002 Jenkovo nagrado za pesniško zbirko Opis slike, leta 2004 Veronikino nagrado za Valovanje  in 2024 tudi Prešernovo nagrado za življenjsko delo.

## Pesniške zbirke
- Bela Evridika (1984)
- Anima (1990)
- Belo drevo (2000)
- Opis slike (2002)
- Album (2003)
- Valovanje (2003)
- Nespančki (pesniška zbirka za otroke, 2003)
- Z zamahom ptice neka roka slika (zbirka izbranih pesmi, 2007)
- Rubin (2008)
- Lasa pur dir (2013)
- Ta dan: balade (2019)